# 보스니아 헤르체고비나 연방 철도
보스니아 헤르체고비나 연방 철도(세르보크로아트어: Željeznice Federacije Bosne i Hercegovine, ŽFBH)는 보스니아 헤르체고비나 연방의 국영 철도 회사다. 보스니아 헤르체고비나의 두 철도 회사 중 하나로, 다른 하나는 스릅스카 공화국의 스릅스카 공화국 철도다. 이 회사는 608km의 철도를 운영하고 있다.